# التعليم الكبير
التعليم الكبير (بالألمانية: Der Große Katechismus)‏ من أهم الأعمال المكتوبة وكتب مارتن لوثر ومن أهم الكتب، والذي ناقش فيها الكتاب المقدس ونصوصه كالصلاة الربيّة، والوصايا العشر. نشر الكتاب في أبريل 1529. وقد كتب هذا الكتاب لرجال الدين لمساعدتهم في تدريس المؤمنين. وينقسم كتاب التعليم الكبير كبيرة إلى خمسة أجزاء: الوصايا العشر، عقيدة الرسل، الصلاة الربية، المعمودية، وسر الإفخارستيا. وقد نشرت الوثائق ذات الصلة في كتاب الوفاق في 1580.
كتاب التعليم الكبير يجسد التركيز الذي الكنائس بعد إقرار أوغسبورغ على أهمية المعرفة وفهم الإيمان المسيحي. يهدف الكتاب في المقام الأول إلى تعليمات للمعلمين، وخاصًة للوالدين، عن التعليم المسيحي والذي يتكون من سلسلة من النصائح حول أهمية كل موضوع من التعليم.

## مواقع خارجية
- التعليم الكبير على موقع الموسوعة البريطانية (الإنجليزية)
- Luther's Large Catechism (bookofconcord.org version)
- Luther's Large Catechism, translated by Bente and Dau (Project Gutenberg)
- Original version in German